# Nanpū (train)
Le Nanpū (南風, Nanpū, littéralement « vent du sud » en japonais) est un train express exploité par les compagnies JR West et JR Shikoku qui roule d'Okayama à Kōchi.

## Histoire
Le 2 mars 2005, le Nanpū no 17 est venu s’encastrer sur les infrastructures de la gare de Sukumo provoquant la mort du conducteur du train.
Depuis le 14 mars 2020, tous les Nanpū effectuent la liaison Okayama - Kōchi. Par conséquent, la portion comprise entre les gares de Kōchi et Sukumo située sur les lignes Nakamura et Sukumo de la compagnie Tosa Kuroshio Railway n'est plus desservie par ce train.

## Gares desservies
Le train circule de la gare d'Okayama jusqu'à la gare de Kōchi en empruntant les lignes Seto-Ōhashi, Yosan et Dosan. Il peut être couplé à un train Uzushio entre Okayama et Utazu.
| Liste des gares desservies |
| -------------------------- |
| Okayama                    |
| Kojima                     |
| Utazu                      |
| Marugame                   |
| Tadotsu                    |
| Zentsūji                   |
| Kotohira                   |
| Awa-Ikeda                  |
| Ōboke                      |
| Ōsugi （※）                |
| Tosa-Yamada                |
| Gomen                      |
| Kōchi                      |

（※）Certains Limited Express Nanpū ne s'arrêtent pas à la gare d'Ōsugi.

## Matériel roulant
Les trains utilisés sur ce service sont des rames de série 2700. Autrefois, des trains de série 2000 et de série KiHa 185 effectuaient ce service.

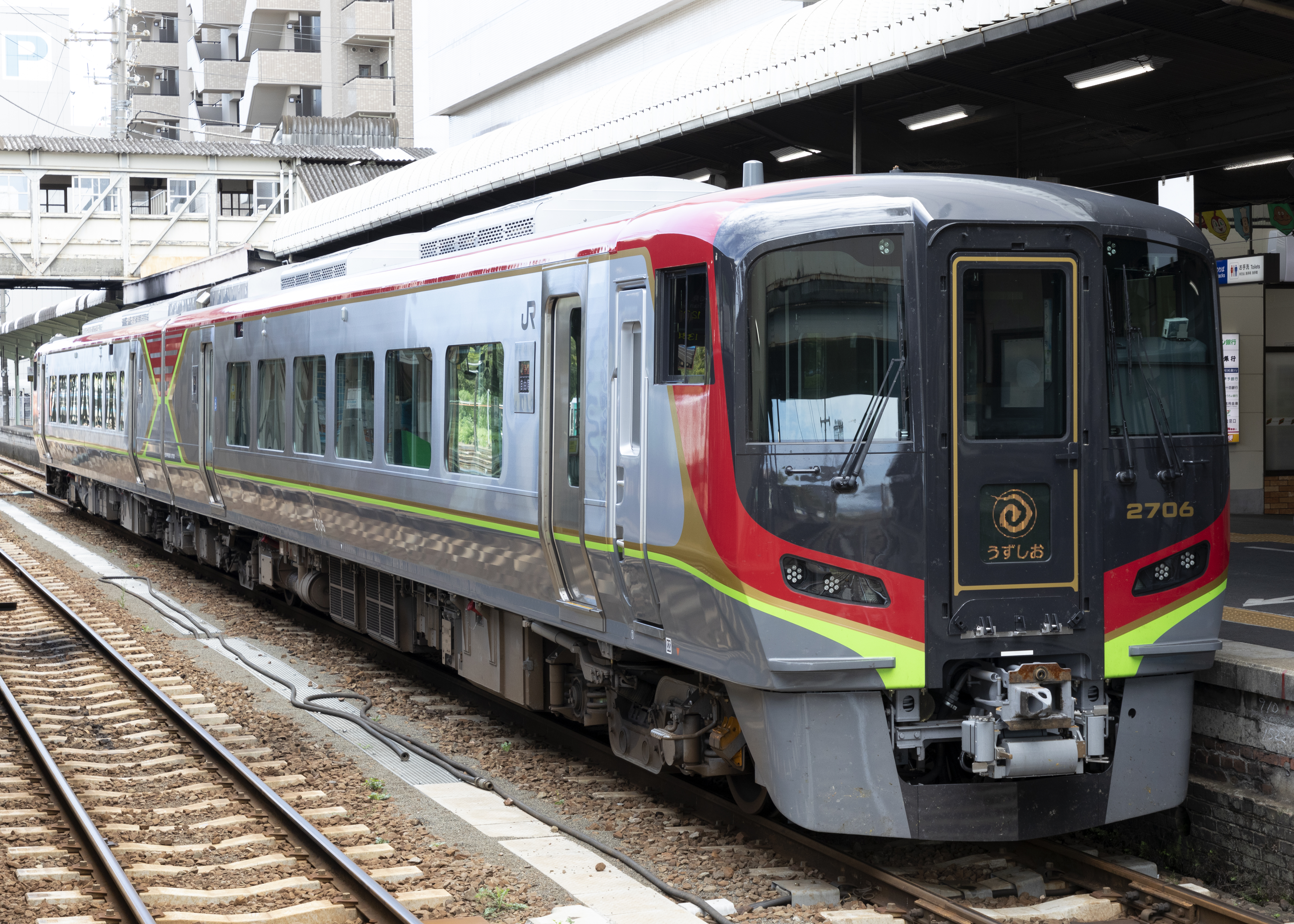
Série 2700
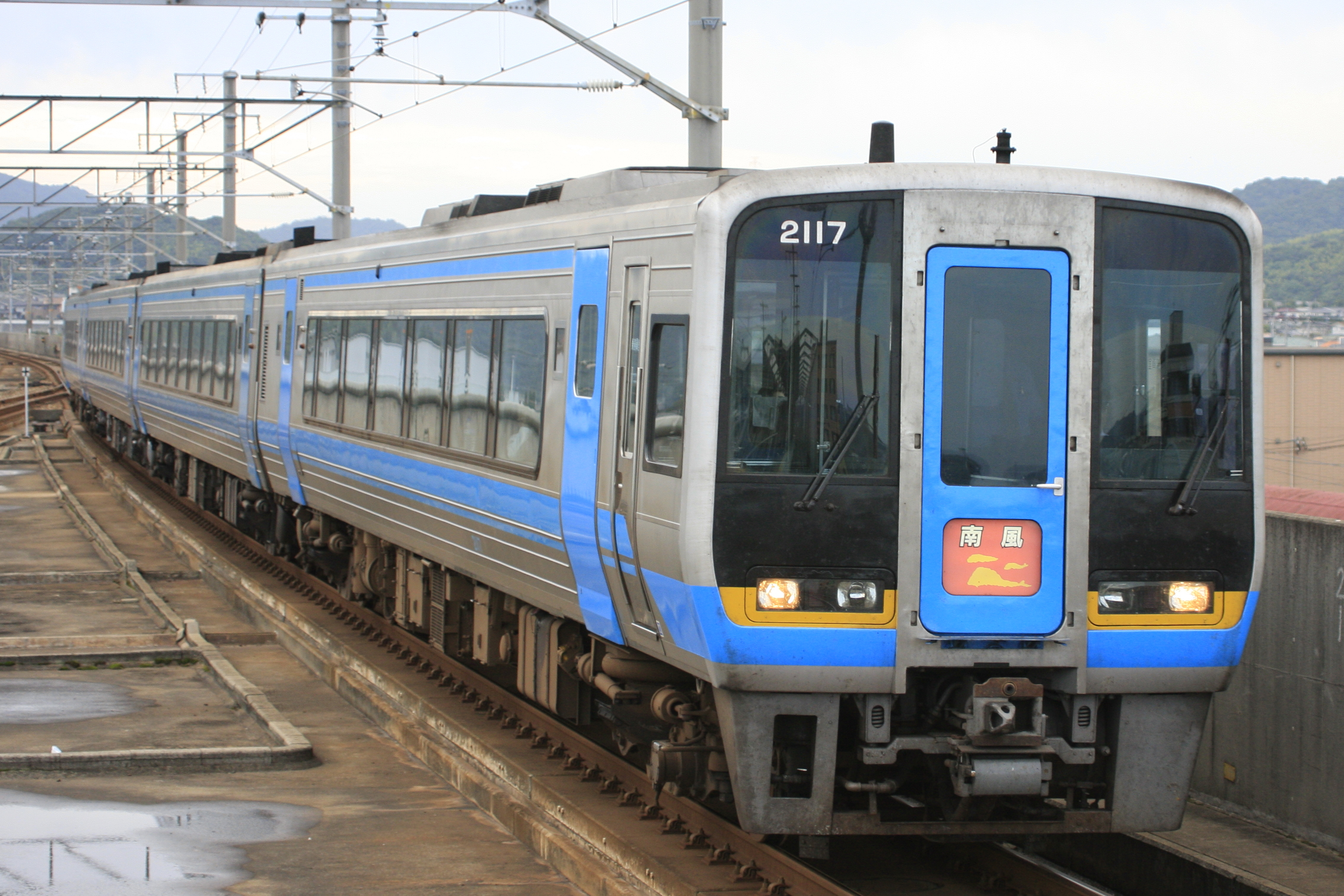
Série 2000
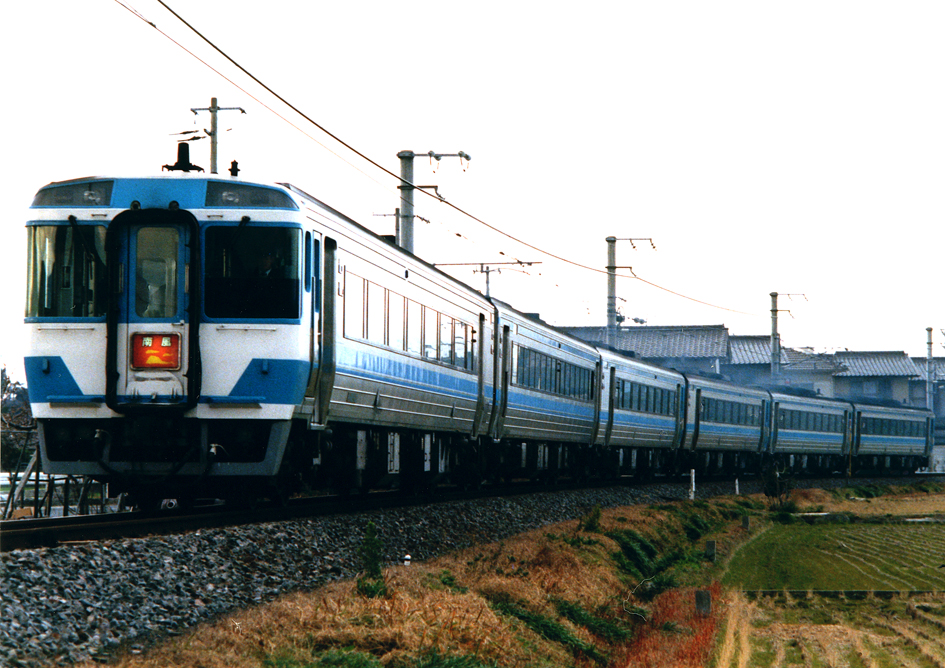
Série KiHa 185

## Composition des rames
Les trains sont composés de 3 ou 4 voitures. Ils sont complètement non fumeurs.
| N° de voiture | 1     | 1       | 2       | 2           | 3           |
| Agencement    | Green | Réservé | Réservé | Non Réservé | Non Réservé |

| N° de voiture | 1     | 1       | 2       | 3           | 4           |
| Agencement    | Green | Réservé | Réservé | Non Réservé | Non Réservé |

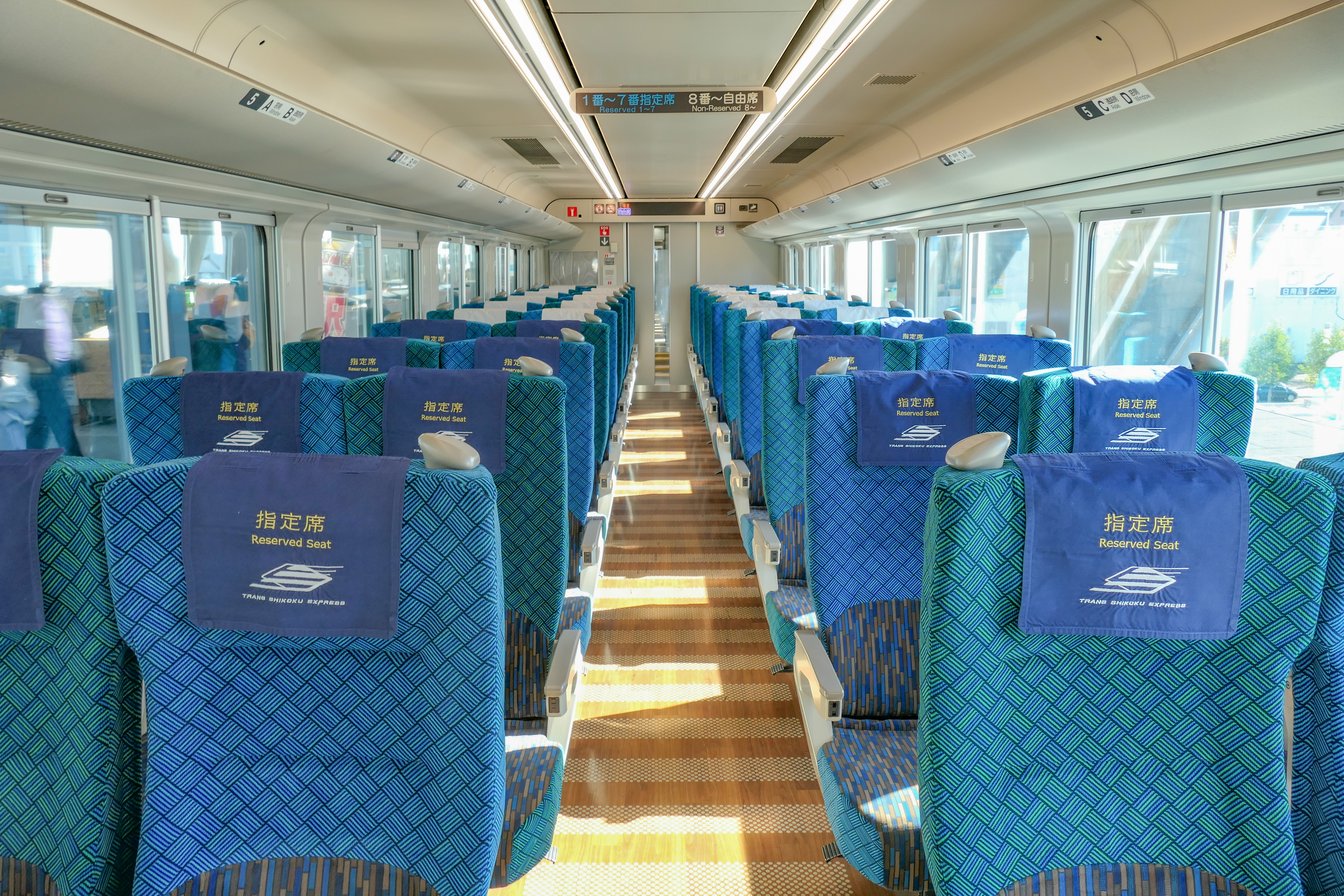
Intérieur voiture classique
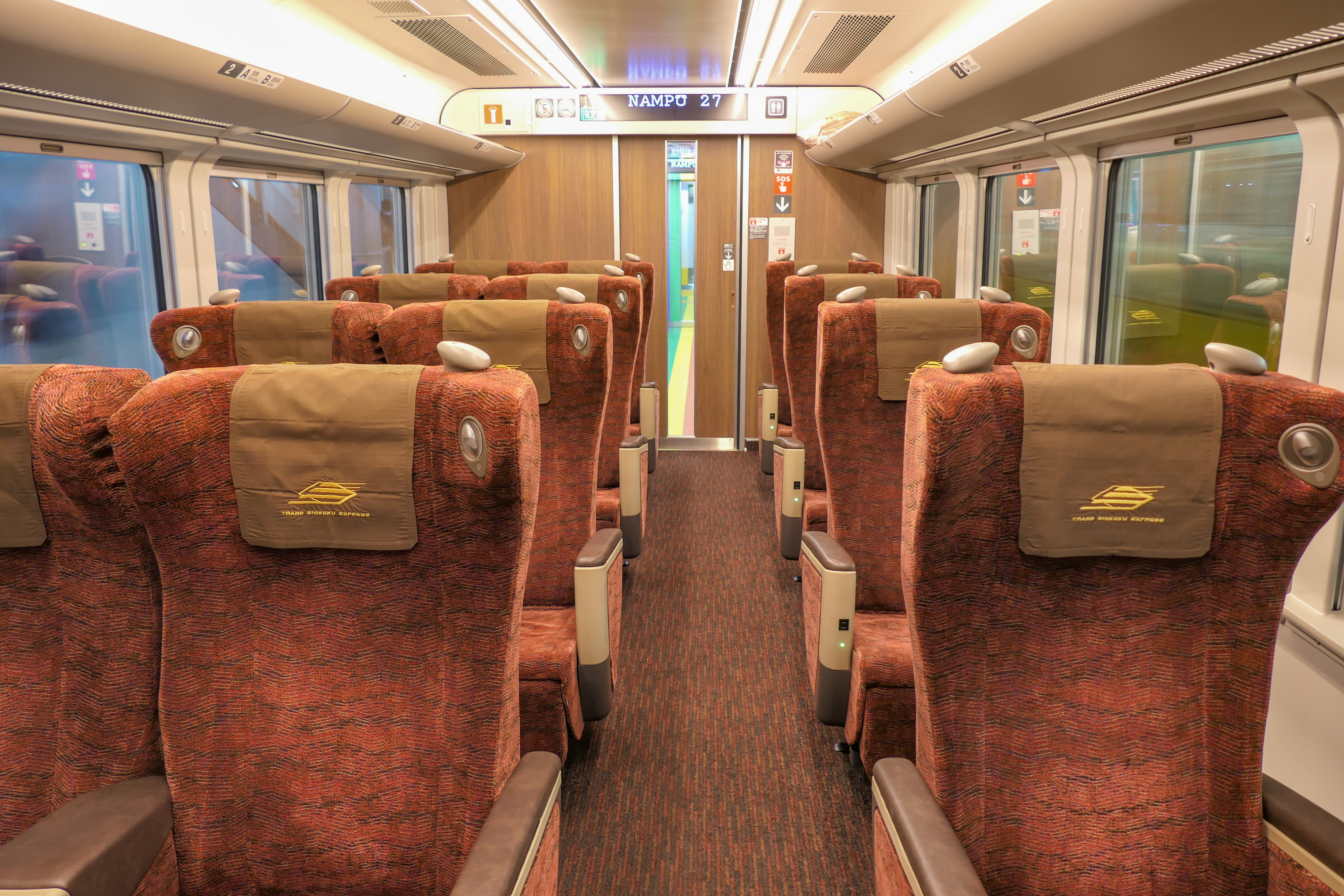
Intérieur voiture première classe (Green car)